# Xã Pleasant Valley, Quận Potter, Pennsylvania
Xã Pleasant Valley (tiếng Anh: Pleasant Valley Township) là một xã thuộc quận Potter, tiểu bang Pennsylvania, Hoa Kỳ. Năm 2010, dân số của xã này là 86 người.